# Jonas Warrer
Jonas Warrer, född den 22 mars 1979, är en dansk seglare.
Han tog OS-guld i 49er i samband med de olympiska seglingstävlingarna 2008 i Qingdao i Kina.